# Archives du temple de Bau

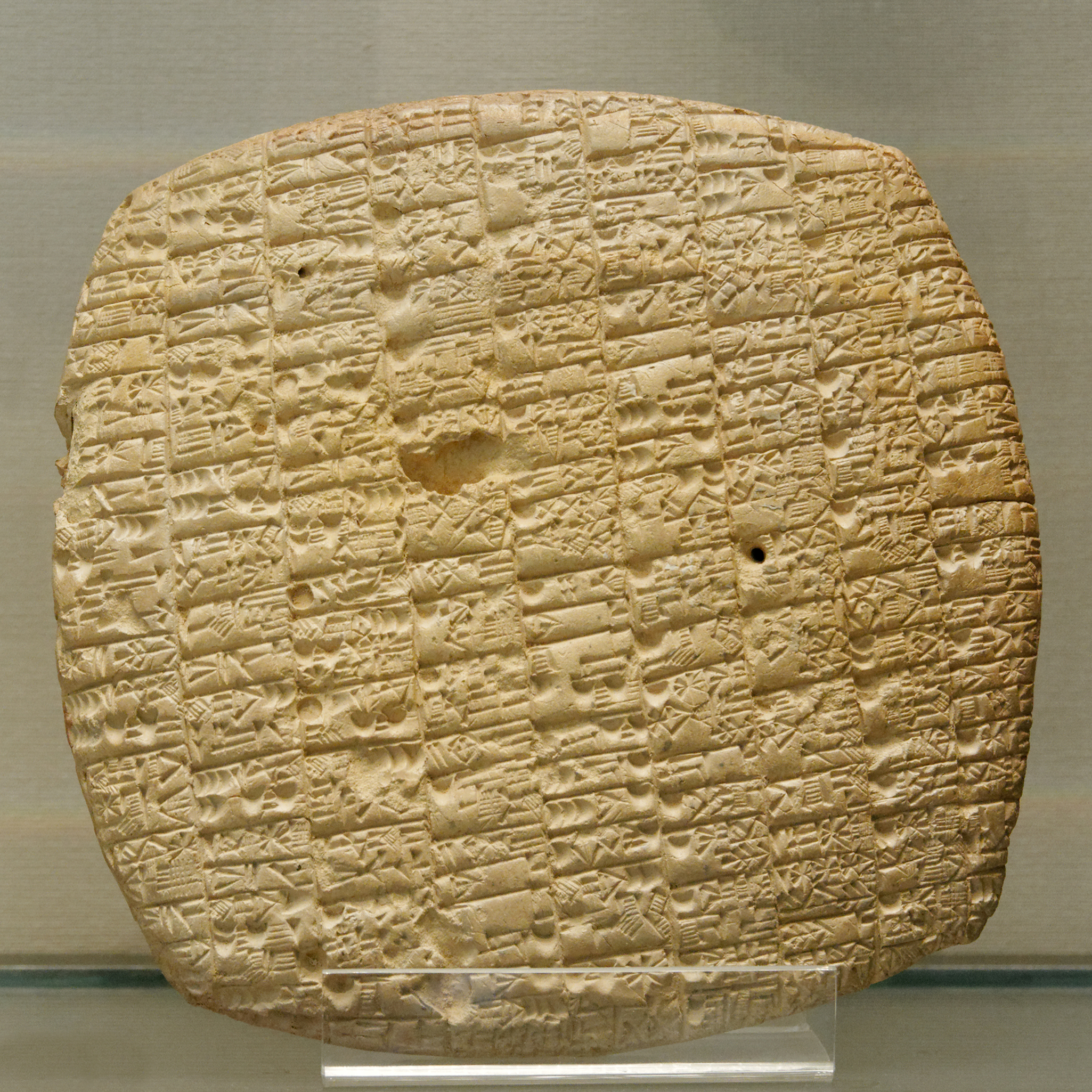
Tablette des archives du temple de Bau concernant la distribution de rations d'entretien.

Les archives du temple de Bau à Lagash (années -2450) donnent une image, certainement partielle mais d’un grand intérêt, de ce qu’était la vie d’un temple et de son rôle à la période dynastique archaïque.

## Le fonctionnement du temple
Les 4 465 hectares de terres possédés par le temple sont divisés en cinq parties, chacune destinée au besoin du culte, à l’entretien du personnel, à la prébende des dignitaires, la dernière étant concédée au fermage. Au service du temple, des scribes, des laboureurs, des bergers et vachers, des jardiniers, des pêcheurs et toutes les catégories d’artisans (menuisiers, tanneurs, métallurgistes, lapicides, orfèvres, etc.), au nombre de 1 200 environ assurent le travail quotidien et la production. La rétribution du travail se fait sous forme de distribution de rations alimentaires et de vêtements. Mais le temple assure des revenus à la famille royale et à une partie de la population de la cité. Le grand-prêtre est le véritable chef d’exploitation de cette unité économique.

## Des interprétations contestées
La découverte des archives du temple de Bau à Lagash permirent au sumérologue A. Deimel d’élaborer la thèse de l’existence d’un régime théocratique (1920 - 1930) : les cités sumériennes auraient été gouvernées par les grands-prêtres des temples qui possédaient la terre arable. Plus tard, A. Falkenstein a parlé de « cité-temple sumérienne », en considérant que le temple, propriétaire unique de la terre aux origines de Sumer, s’était vu progressivement déposséder par le pouvoir royal.
Diverses études menées par la suite (M. Diakonoff (en), I. Gelb, D. O. Edzard, B. Foster, K. Maekawa) ont amené à récuser cette interprétation car le lot d’archives du temple de Bau est clairement apparu comme traduisant une situation ponctuelle dans le temps (fin du DA III) et dans l’espace (Lagash). Il n’y a donc aucun indice de l’existence d’une réelle théocratie au DA, même si les temples ont pu à l’occasion exercer un certain pouvoir et ont toujours eu une action réelle sur la vie économique.
Il s'est avéré finalement que la provenance du lot d'archives avait été mal interprétée. L'attribution du domaine d'où il provient à la déesse Bau date uniquement des derniers règnes de la Première dynastie de Lagash, donc de la première moitié du XXIVe siècle, si ce n'est uniquement du règne d'Urukagina. Auparavant, les grands domaines attribués à la famille royale étaient qualifiés selon le rang de leur détenteur : roi, reine, prince. À cette période, on les renomma en les attribuant aux divinités du royaume, même si leurs détenteurs restaient les mêmes. Selon le principe qui voulait que la famille royale représente la famille divine sur terre, on établit des correspondances : le domaine du roi devint celui de Ningirsu, le dieu tutélaire de l'État de Lagash, et le domaine de la reine devint celui de Bau, la parèdre de Ningirsu. Les archives dites du "temple de Bau" étaient en fait celles de la reine, Sasag, épouse d'Urukagina.